# Les Présents du peuple menu
Les Présents du peuple menu, ou Les Cadeaux du petit peuple (en allemand Die Geschenke des kleinen Volkes) est un conte populaire allemand figurant d'abord dans un recueil publié à Halle en 1846, et repris ensuite dans la 6e édition (1850) des Contes de l'enfance et du foyer (Kinder- und Hausmärchen) des frères Grimm (n° KHM 182).

## Versions
Le conte est originaire de Halle (Saxe-Anhalt, alors Saxe prussienne) et apparaît, avant d'être repris en 1850 dans la 6e édition des Contes de l'enfance et du foyer (Kinder- und Hausmärchen) des frères Grimm, dans un recueil, établi par Emil Sommer et publié en 1846, de « légendes, contes et coutumes de Saxe et de Thuringe ».

## Résumé
Tandis qu'ils voyagent ensemble, un tailleur et un orfèvre entendent de la musique au moment même où le soleil se couche. Ils se dirigent vers une colline et voient de nombreux petits hommes et petites femmes dansant une ronde joyeuse. Les petits êtres chantent, et c'est cette musique qui était parvenue aux oreilles des deux compagnons. Au milieu des nains est assis un vieil homme, un rien plus grand que les autres. Il a une longue barbe grise et porte une petite veste très colorée. Il salue les nouveaux venus et les invite à entrer dans la danse. L'orfèvre, qui est bossu, ne se laisse pas prier, tandis que le tailleur se montre plus hésitant, mais finit malgré tout par entrer dans le cercle.
Tandis que la danse et les chants continuent de plus belle, à un moment donné, le petit vieillard détache un large couteau qui pendait à sa ceinture, saisit l'orfèvre, et lui rase complètement les cheveux et la barbe. Il attrape ensuite le tailleur et lui fait subir le même traitement. Il leur montre ensuite un tas de charbon. Les deux compères comprennent qu'ils doivent en remplir leurs poches, et c'est ce qu'ils font avant de poursuivre leur route. L'horloge d'un monastère sonne les douze coups de minuit et, alors, d'un seul coup, la colline ainsi que tout le joyeux petit monde ont disparu. Le tailleur et l'orfèvre arrivent à une auberge où, en oubliant de sortir le charbon de leurs poches, ils s'endorment. À leur réveil, ils ont la surprise de découvrir que leurs poches sont à présent remplies d'or, et leurs cheveux et leur barbe ont repoussé. Ils sont riches, mais l'orfèvre, qui est cupide et a rempli ses poches deux fois plus que le tailleur, en veut davantage encore et désire retourner à la colline. Le tailleur est satisfait de ce qu'il a et souhaite rentrer chez lui et épouser sa fiancée ; pour faire plaisir à son compagnon, il décide cependant de passer une nuit de plus à l'auberge.
Le soir, l'orfèvre se munit d'une paire de besaces avant d'aller à la colline. Les petits danseurs sont là. De nouveau, l'orfèvre se fait raser le crâne et le menton, puis il emporte autant de charbon qu'il le peut, avant de retourner dormir à l'auberge. Le lendemain matin, il s'empresse de regarder dans ses besaces et dans ses poches, mais elles sont toujours pleines de charbon. Qui pis est, l'or de la nuit précédente s'est de nouveau changé en charbon, ni ses cheveux ni sa barbe n'ont repoussé et, en plus de la bosse qu'il avait sur le dos, il en a à présent une autre sur la poitrine. Il se met alors à pleurer, ce qui réveille le tailleur qui dormait à côté. Celui-ci console le malheureux et partage avec lui son trésor qui est resté intact. Toute sa vie durant, cependant, l'orfèvre aura une double bosse et devra porter une calotte pour cacher son crâne complètement chauve.

## Parallèles dans d'autres contes
Le tailleur est un personnage récurrent des contes, notamment ceux collectés par les frères Grimm, où il est souvent caractérisé par sa ruse et sa vivacité d'esprit ; il trouve une solution à tout problème. D'autres contes de Grimm mettant en scène un tailleur sont Le Vaillant Petit Tailleur (KHM 20), Le Tailleur au ciel (KHM 35), Petite-table-sois-mise, l'Âne-à-l'or et Gourdin-sors-du-sac (KHM 36), Le Voyage du Petit-Poucet (KHM 45), Les Deux Compagnons de route (KHM 107), Le Malin Petit Tailleur (KHM 114), Le Cercueil de verre (KHM 163), Partager le meilleur et le pire (KHM 170) et Le Géant et le Tailleur (KHM 183).
Les présents offerts par des êtres magiques peuvent au départ sembler n'avoir aucune valeur et ensuite se révéler d'un grand prix – cfr. Le Frère noirci du Diable (KHM 100) et La Bonne Bouillie (KHM 103). Mais le contraire peut aussi arriver, comme c'est le cas dans Le Diable et sa grand-mère (KHM 125). Ces motifs reviennent très souvent dans les contes irlandais et bretons.
Le lutin (ou le nain) vient souvent en aide aux humains, mais il peut également être malintentionné – voir Les Trois Petits Hommes de la forêt (KHM 13), L'Os chanteur (KHM 28), Les Lutins (KHM 39), Nain Tracassin (KHM 55), La Reine des abeilles (KHM 62), L'Oie d'or (KHM 64), Le Petit Gnome (KHM 91), L'Eau de la vie (KHM 97), L'Esprit dans la bouteille (KHM 99), Le Juif dans les épines (KHM 110), L'Oiseau griffon (KHM 165) et Jean-le-Fort (KHM 166).
Le conte peut être comparé au Mont Chauve (KHM 142).
Il existe aussi un ancien conte japonais dans lequel il est question de démons dansants qui aident un homme à se débarrasser de sa bosse et en affublent un autre d'une seconde.
Dans un conte populaire français, il est question de « petits danseurs nocturnes », ou de lutins, qui font disparaître la bosse d'un bossu avec un onguent, mais qui, si un autre « samedi et dimanche » est ajouté à une chansonnette, ajoutent une seconde bosse à la première. Dans un autre conte, où il est question de deux filles, l'une d'elles reçoit un cadeau de la part de six parmi sept petits hommes, et la seconde en reçoit de tous les sept.

## Classification
Dans la classification des contes-types d'Aarne et Thompson, Les Présents du peuple menu est rangé dans les contes de type AT 503, « Les Bossus et les Elfes ».